# Willem van de Moosdijk
Wilhelmus Josephus Antonius (Willem) van de Moosdijk (Eindhoven, 19 februari 1926 – Eersel, 8 augustus 2017) was een bekende Nederlandse kwakzalver, bijgenaamd kruidendokter. Door Pieter Jan Hagens werd het verhaal achter Van de Moosdijk in het programma Hoge Bomen in de misdaad in 2006 beschreven als een van de opvallendste misdaadverhalen van Nederland.

## Levensloop
Van de Moosdijk groeide in armoedige omstandigheden op in een kinderrijk gezin in Eindhoven. Rond 1950 begon hij vanuit zijn woonplaats Casteren een handel in geneeskrachtige kruiden onder de naam 'Holland Kruidenhuis'. Het idee had hij van evangelist Johan Maasbach. Ten slotte werden met een vloot van 22 bestelbusjes de kruiden in Nederland en België gedistribueerd. Van de Moosdijk presenteerde zich als 'wonderdokter' met paranormale gaven. Per touringcar bezochten hem groepen lijders aan velerlei kwalen voor een consult. In 1968 vertelde een oud-werknemer in het programma Voor de vuist weg van Willem Duys over de praktijken bij de kruidenhandel, waarna het kruidenimperium instortte.
Van de Moosdijk werd veroordeeld wegens oplichting en het onbevoegd uitoefenen van de geneeskunst. 
In 1972 overviel van de Moosdijk samen met een broer een geldloper en beroofde deze van een miljoen gulden. Voor deze overval werd hij veroordeeld. Het geld werd echter niet teruggevonden, dat had hij verstopt in de stofzuiger van een familielid en later begraven op een begraafplaats, waarna hij het geleidelijk heeft opgemaakt.
Na het uitzitten van zijn straf leidde van de Moosdijk een teruggetrokken bestaan buiten de publiciteit. Hij overleed in 2017 op 91-jarige leeftijd, nadat hij al langere tijd met zijn gezondheid gesukkeld had. Hij werd begraven naast zijn vrouw in zijn voorgaande woonplaats Hapert.